# Zantedeschia odorata
Zantedeschia odorata là một loài thực vật có hoa trong họ Ráy (Araceae). Loài này được P.L.Perry miêu tả khoa học đầu tiên năm 1989.